# Crioll hawaià
El pidgin anglès hawaià, crioll anglès hawaià, HCE, o localment conegut simplement com a Pidgin, és una llengua criolla, un accent, i un dialecte basat en part en l'anglès parlat per mants residents de Hawaii. Encara que l'anglès i el hawaià són cooficials a l'estat de Hawaii, el pidgin hawaià és emprat per molts hawaians residents en cada conversa informal i s'usa sovint en publicitat adreçada als habitants locals de Hawaii. En llengua hawaiana, el "crioll anglès de Hawaii" és dit "ʻōlelo paʻi ʻai", que literalment vol dir "pounding-taro language".

## Història
El pidgin hawaià es va originar en les plantacions de sucre com una forma de comunicació utilitzada entre els residents que parlaven anglès i els immigrants que no el parlaven i els nadius de Hawaii va suplantar el pidgin utilitzat en les plantacions i enjondre a Hawaii. Ha estat influenciat per molts idiomes, incloent-hi la Portuguès, el hawaià, i el cantonès. Com que persones d'altres orígens lingüístics van ser portats per treballar en les plantacions, com gent d'origen japonès, filipí i coreà, el pidgin hawaià va adquirir mots d'aquestes llengües. També ha estat influenciat en menor grau per l'espanyol de Puerto Rico gràcies als seus colons a Hawaii. Fins i tot avui en dia, el pidgin hawaià manté algunes influències d'aquests idiomes. Per exemple, la paraula "romandre" en pidgin hawaià té una forma i un ús similar al verb hawaià "noho", al verb portuguès "ficar" o l'espanyol "estar", però només s'utilitzen quan es fa referència a un estat o localització temporal.
En els segles 19 i 20, el pidgin hawaià va començar a ser utilitzat fora de la plantació entre els grups ètnics. Nens d'escoles públiques van aprendre el pidgin hawaià dels seus companys de classe, i amb el temps va esdevenir la llengua principal de la major part de la gent a Hawaii, en substitució dels idiomes originals. Per aquesta raó, la lingüística generalment considera el pidgin hawaià com una llengua criolla.
Qualcunes de les salutacions i expressions de comiat en pidgin hawaià: 

Aloha = Hola, Adéu, Amor 

A Hui Hou = Fins a una altra 

Malama Pono = Porteu-vos-hi bé 

Make (mɐke) = Mort 

Bumbai = Fins aviay

## Fonologia
El pidgin hawaià té diferències clares de pronunciació amb l'anglès americà estàndard (SAE):
- La "Th": [θ] and [ð] es pronuncia com a [t] o [d] respectivament—ço és, canviant d'una fricativa a una plosiva. Per exemple, think [θiŋk] esdevé [tiŋk], i that [ðæt] esdevé [dæt].
- Vocalització de la L final: la L [l~ɫ] és sovint pronunciada [o] o [ol]. Per exemple, mental [mɛntəl] es pronuncia sovint [mɛntoː]; people és pronunciat peepo.
- El pidgin hawaià no coneix el rotacisme. És a dir, r després de vocal sovint s'omet, com en mants dialectes de l'anglès, com ara a l'est de l'Anglaterra i en l'anglès australià. Per exemple car es pronuncia sovint cah, i letter com a letta. La R intrusiva també s'hi fa servir. El nombre de parlants del pidgin hawaiç amb R anglesa també va en augment.
- El descens d'entonació s'utilitza al final de les preguntes. Aquesta característica sembla del hawaià, i és compartida amb altres llengües d'Oceania, incloent-hi el fijià i el samoà.

## Trets gramaticals
El pidgin hawaià també té formes gramaticals diferents que no es troben al SAE, però algunes d'aquestes són compartides amb altres formes dialectals de l'anglès o poden derivar d'altres influències lingüístiques.
Formes emprades per al verb "ser":
- En general, les formes de l'anglès "ser" (és a dir, la còpula) s'ometen quan hom es refereix a les qualitats inherents d'un objecte o persona, essent en essència una forma de verb d'estat. A més, l'ordre de la frase invertit es pot utilitzar per donar èmfasi. (Moltes llengües d'Àsia oriental usen verbs d'estat en lloc de la construcció amb adjectiu còpula de l'anglès i altres idiomes occidentals.)

Da behbeh cute. (o) Cute, da behbeh.
El nadó és polit.
Tingueu en compte que aquestes construccions també imiten la gramàtica de la llengua hawaiana. En hawaià, "nani ka pēpē" o "kiuke ka pēpē" és literalment "polit, el nadó", i és perfectament correcte en la gramàtica del hawaià per a dir "El nadó és polit."
- Quan el verb "ser" es refereix a un estat o localització temporal, el mot quedar s'usa (vegeu més amunt). Això pot ser influència d'altres criolls del Pacífic, que utilitzen la paraula stap, vinguda de l'anglès "stop" ('parada, pareu, para'), per a denotar un estat o situació temporal. De fet, stop es va utilitzar en pidgin hawaià antigament, i pot haver estat eliminat en favor de stay a causa de la influència del portuguès estar o ficar (literalment 'quedar').

Da book stay on top da table.
El llibre és damunt la taula.
Da water stay cold.
L'aigua és freda.
Per als verbs de temps gramaticals s'utilitza un verb auxiliari:
- Per a expressar els temps passats, el pidgin hawaià usa wen (de l'anglès "went") davant del verb.

Joey wen cry.
Joey ha plorat.
- Per a expressar els temps futurs, el pidgin hawaià usa goin (de l'anglès "going"), derivat del futur immediat usual en varietats informals de l'anglès americà.

Shaun goin stay here.
Shaun es quedarà aquí.
- Per a expressar els temps passats negatius, el pidgin hawaià usa neva (de l'anglès "never"). Neva també pot voler dir "mai" com en anglès; El context sovint, mes no pas sempre, ho aclareix.

He neva like dat.
No volia això. (o) Mai no volia/volgué això. (o) No li agradava.
- L'ús de fo en lloc de la partícula d'infinitiu anglesa "to". Com en anglès dialectal "Going for to carry me home."

I tryin fo tink. (o) I try fo tink.
Provo de pensar.

## Literatura i arts escèniques
En els darrers anys, els escriptors de Hawaii com Lois-Ann Yamanaka i Lee Tonouchi han escrit poemes, contes i altres obres en pidgin hawaià. Una traducció al pidgin hawaià del Nou Testament (anomenat Da Jesus Book) també s'ha publicat, com també una adaptació de l'obra Nit de Reis, o El que vulguis de William Shakespeare, intitulada en pidgin hawaià "twelf nite o' WATEVA!"
Diverses colles de teatre a Hawaii produeixen obres de teatre escrites i interpretades en pidgin hawaià. La més notable d'aquestes empreses és Kumu Kahua Theater.